# Église Saint-Michel d'Ansalonga
L'église Saint-Michel (catalan : església de Sant Miquel) est une église construite dans le village d'Ansalonga (paroisse d'Ordino) en Andorre.
L'église a été construite au XVIIe siècle dans un style architectural baroque.
La nef est de plan rectangulaire sans abside visible extérieurement. L'église possède également un clocher-mur portant un arc en plein cintre. La façade principale comportant une porte d'entrée cernée de deux fenêtres rectangulaires est orientée vers l'est.
L'intérieur abrite un retable peint par Jeroni d'Heredia au XVIIe siècle et dédié à saint Michel.

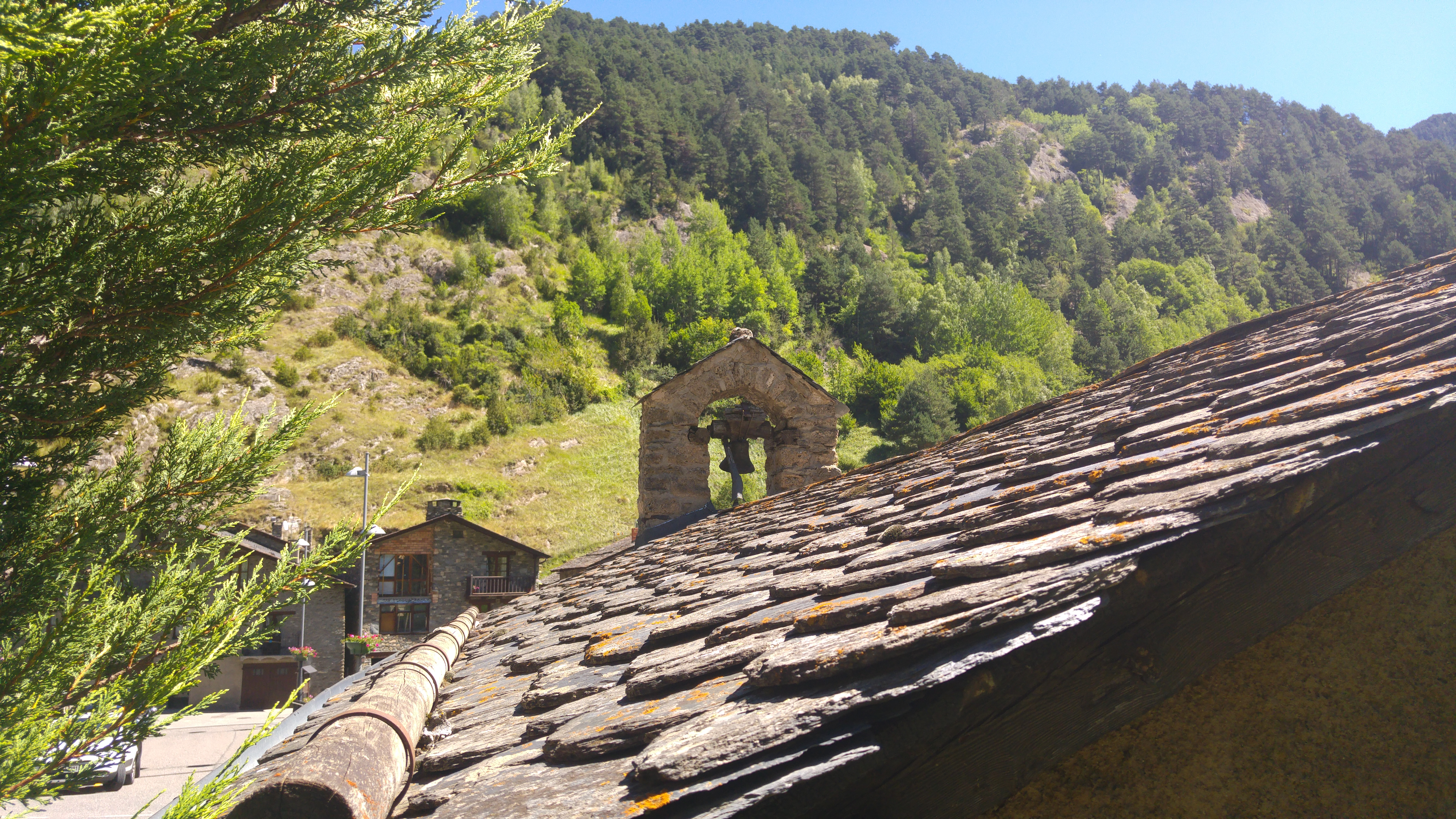
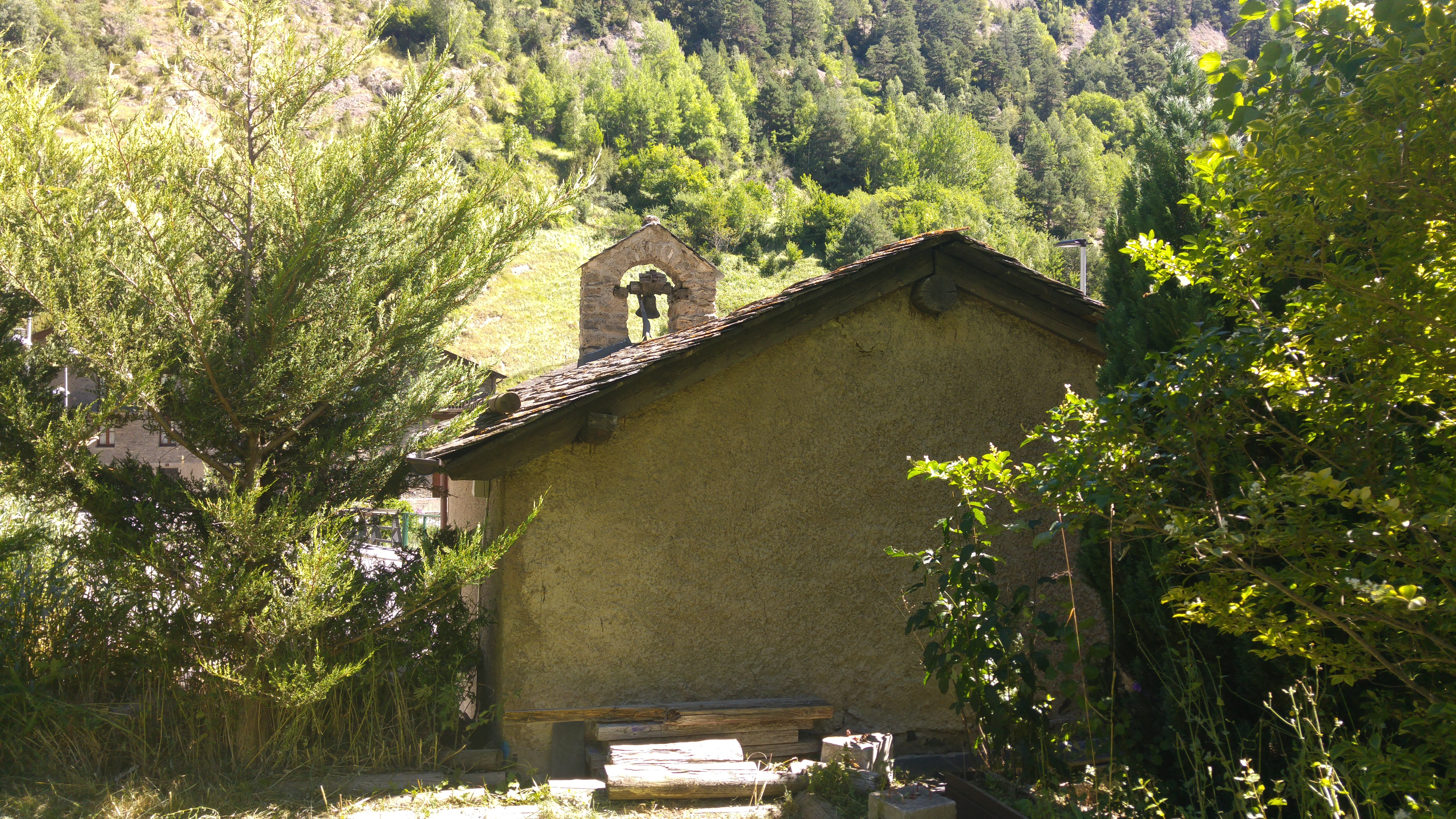
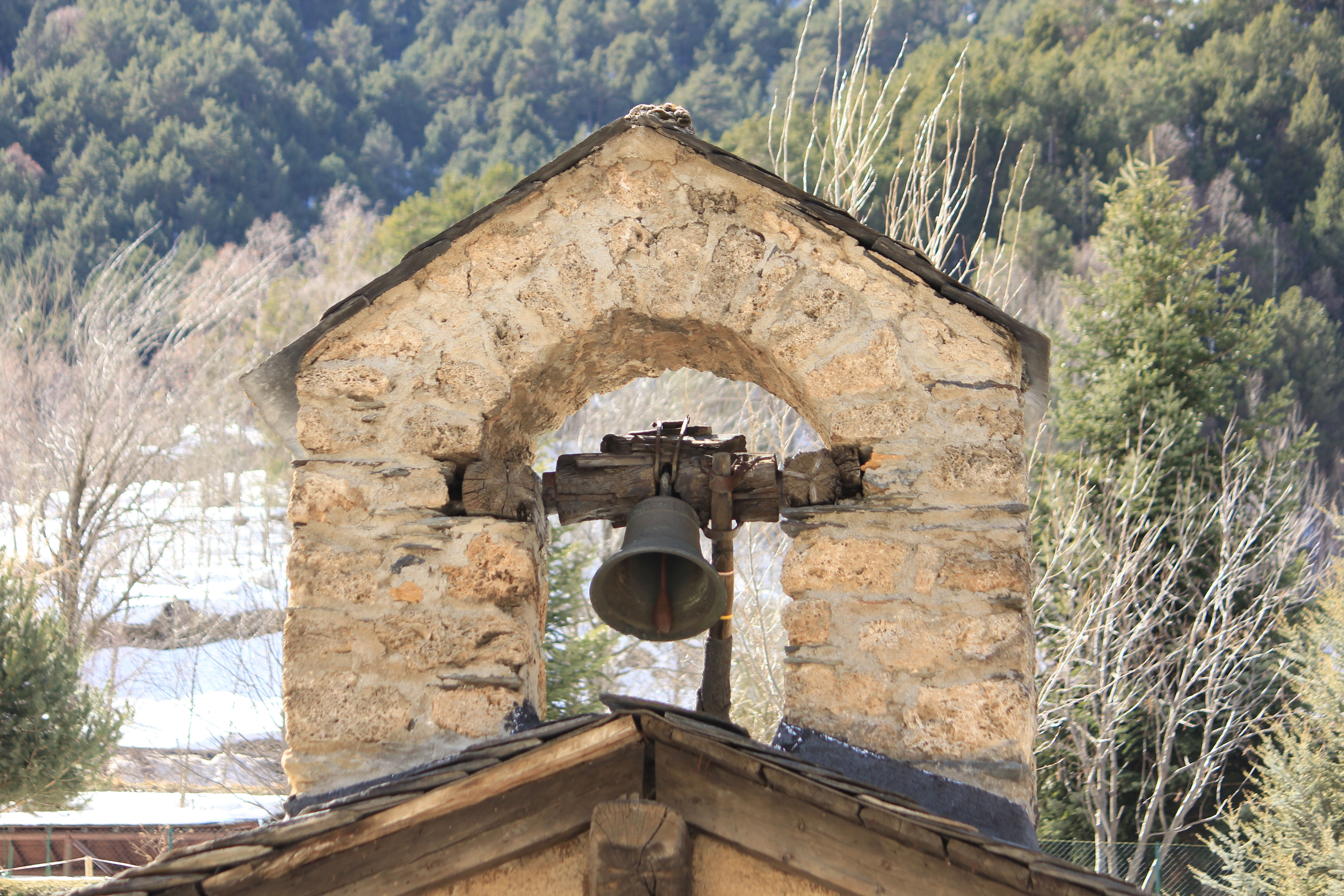